# Comamonas sediminis
Comamonas sediminis es una especie de bacteria gramnegativa del género Comamonas. Fue descrita en el año 2016. Su etimología hace referencia a sedimento. Es aerobia e inmóvil. Tiene un tamaño de 0,3-0,7 μm de ancho por 1,9-2,1 μm de largo. Forma colonias transparentes. Temperatura de crecimiento entre 12-45 °C, óptima de 30-35 °C. Catalasa y oxidasa positivas. Es sensible a ácido nalidíxico. Resistente a  los antibióticos: cloranfenicol, penicilina, rifampicina y ampicilina. Se ha aislado de los sedimentos de un lago en Carolina del Norte, Estados Unidos. 